# Арвад
Арва́д (араб. أرواد‎) — город на небольшом одноимённом острове у восточного побережья Средиземного моря, в Сирии, в мухафазе Тартус, в 3,5 км от современного города Тартуса и в 47 км к северу от Триполи. В прошлом — один из самых древних городов-государств Северной Финикии, по Страбону построенный беглыми сидонянами. Был богатым городом, особенно процветал при Селевкидах, наравне с Тиром и Сидоном. Сегодня это небольшое по площади, но густонаселённое рыбацкое селение. С 1946 года Арвад является единственным островом Сирии. Площадь острова — около 6 км². Согласно переписи 2004 года, население острова 4403 человека.
До падения христианской крепости в 1304 году на острове долгое время господствовали различные христианские вероисповедания. Ныне доля христиан оценивается в 30-40 % (в основной своей массе это греко-православные, а также последователи антиохийской православной церкви). Большинство населения (60-70 %) ныне составляют мусульмане-шииты и алавиты.
Господствует сухой средиземноморский климат.

## Название
Первоначальным финикийским названием, вероятно, является «Айнок» (финик. 𐤀𐤉𐤍𐤊, Aynuk). Окончательно стал называться Арвадом, Арпадом или Арфадом, также был известен как Руад. Упоминается в Ветхом Завете (Иез. 27:8, 11). Эллинизированным названием было Арад (греч. Άραδος — букв. место скитающихся, беглых, лат. Aradus).
Царь государства Селевкидов Антиох I Сотер переименовал город в свою честь или в честь своего деда, отца Селевка I Никатора. Название Антиохия носило множество эллинистических городов и этот город был известен как Антиохия Пиерийская (греч. Αντιόχεια της Πιερίας).

## История

### Античность

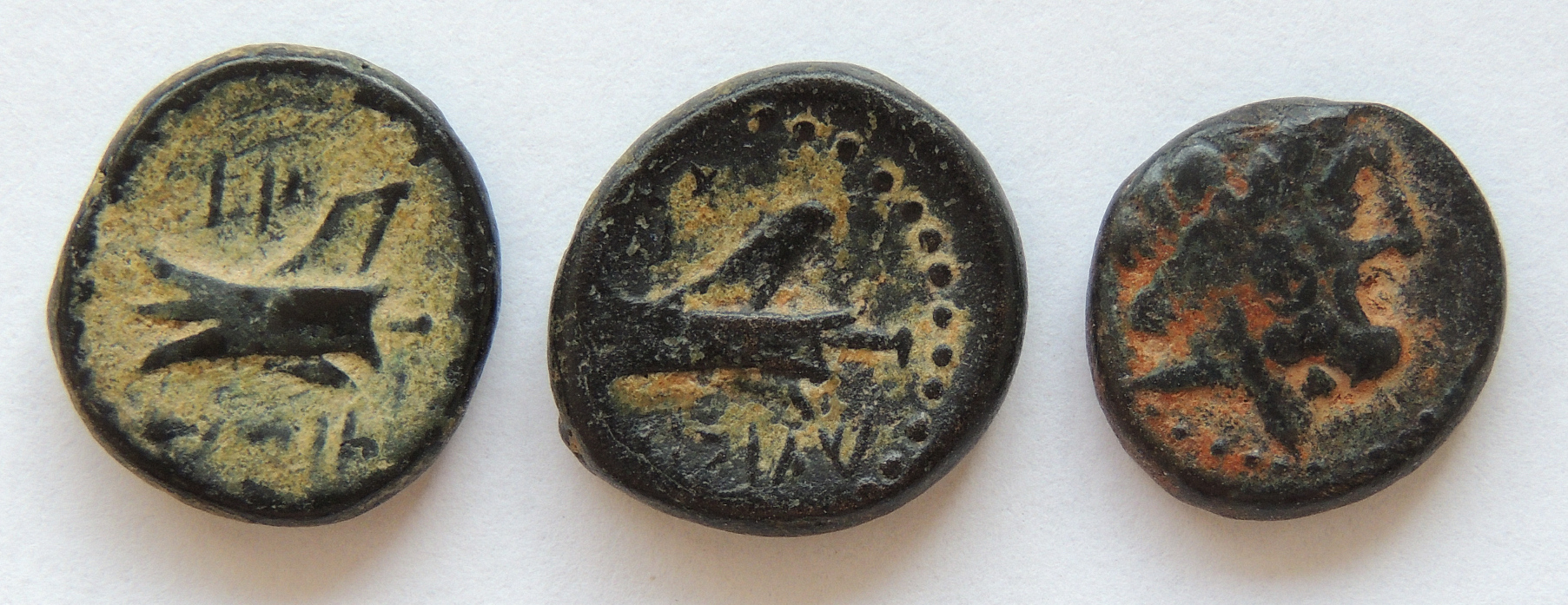
Бронзовые монеты — дихалки, отчеканенные в Арваде в 198—138 гг. до н. э. На аверсе бюст Зевса, на реверсе изображение галеры с тремя таранами, рулем и парусом.

Город был основан ханаанейскими племенами, так называемыми арватидами, в первой половине 3-го тысячелетия до н. э. Во 2-м тысячелетии до н. э. являлся одним из самых крупных финикийских городов-государств. Известен по текстам из Эблы, упоминается в ассиро-вавилонских клинописных текстах конца 2-го — начала 1-го тысячелетия до н. э.. Упоминается в египетских источниках начала XV века до н. э. Арвад был важным пунктом мореплавания и торговли. Жители Арвада славились как искусные моряки, торговцы, солдаты. Арвад также предоставлял убежище тем, кто спасался от иностранных вторжений. 
Арвад, как и остальное Восточное Средиземноморье, был присоединён к владениям Египта при фараоне Тутмосе III. В XIV веке до н. э. Арвад в союзе с хеттами и Амурру враждовал с Египтом, что подтверждают Амарнские письмена. В XII веке до н.э. мог пострадать от нашествия народов моря. Около 1100 года до н. э. платил дань царю Ассирии Тиглатпаласару I, надписи которого упоминают арвадские корабли. Ашшурнацирапал II вновь сделал его данником около 876 до н. э., но затем город восстал и 200 местных воинов принимали участие в битве при Каркаре в 853 году до н. э. против царя Ассирии Салманасара III. В 734 году до н. э. вновь подчинился Ассирии (дочь арвадского царя Якинлу была отправлена в гарем ассирийского императора Ашшурбанапала), в 604 году до н. э. — царю Нововавилонского царства Навуходоносору II. При Ахеменидах город обладал автономией, пребывая в конфедерации с Сидоном и Тиром с центром в Триполи. Флот Арвада участвовал на стороне персов в греко-персидских войнах 500—449 до н. э. С конца V века до н. э. город чеканил свою монету. В эллинистический (селевкидский) и римский периоды обладал самостоятельностью (с 259 до н. э. город фактически был независимой республикой). Впоследствии управлялся наследницей Рима — Византией.

### Средние века
В конце XII века, в связи с упадком Византии, остров перешёл под управление крестоносцев. После падения Акры в 1291 году и утраты католиками своих континентальных владений в пользу взявших реванш мусульман, Руад управлялся из Кипра (с 1295 года его христианское население подчинялось епископу Фамагусты). В 1302 году, после долгой осады остров был сдан мусульманам.

### Под управлением Франции
В 1920—1945 годах находился под управлением Франции. В ходе деколонизации Франция пыталась сохранить свой суверенитет над островом по примеру британских военных баз на Кипре, однако под нажимом США вынуждена была уступить его независимой Сирии, образованной в 1946 году.